# Kobi Arad
Kobi Arad est un pianiste israélo-américain et compositeur de musique contemporain. Actuellement basé à New York, Arad compose, arrange et fait le mélange de musique des genres aussi divers que le troisième courant, le classique, le jazz, le R&B, le hip-hop, et la musique électronique, avec beaucoup de son travail improvisation. Sa musique a également été dans des publications telles que Ynet, le Jazz Times, et All About Jazz, ce dernier qui a appelé son  album 2011 Dessins de paysages imaginaires un "portrait tout-embrassant d'un artiste’’ avec des facultés techniques exceptionnelles et une vision perspicace. Arad a collaboré avec des artistes tels que Stevie Wonder et Cindy Blackman. L'un de ses albums, The Experience Project, a été enregistré en collaboration avec Robert Margouleff. Il a également exécuté son matériel avec la bande Kobi Arad à des lieux tels que le Blue Note à New York, et a transcrit la musique pour des sociétés telles que Hal Leonard.
Kobi Arad a remporté une médaille d'argent du Global Music Award pour la chanson Forever – Original Tribute Song for Prince,.

## Vie et éducation
Kobi Arad est né et a grandi à Haïfa, en Israël avec sa famille. La musique faisait partie de la vie d'Arad dès son plus jeune âge, et il a étudié le piano dans sa jeunesse. Tout en apprenant la musique classique en tant un étudiant à l'université de Tel Aviv, il a été introduit à la fusion de jazz par un professeur, et a commencé à expérimenter avec le genre. À l'époque Arad a également servi comme un arrangeur de musique pour les bandes militaires. Quand il était en Israël, Arad a joué des claviers comme partie d'un trio avec Asaf Sirkis et Gabriel Mayer dans le milieu des années 1990. Arad a étudié pour sa maîtrise et Ph.D. au Conservatoire de musique de la Nouvelle-Angleterre à Boston , en recevant un doctorat dans le domaine du «troisième courant» et de l'improvisation contemporaine. Après l'obtention de son diplôme avec sa maîtrise, Arad a déménagé à Williamsburg, New York.

## Carrière musicale

### Débuts anticipés et projets
Arad est devenu actif sur la scène musicale de New York en 2007. En 2009, il a joué dans les événements culturels locaux de New York, par exemple régulièrement à la Chabad House à New York. Le batteur Bob Moses a apparu dans son album 2009 Sparks of Understanding, et en 2010 Arad a sorti son album Ancient Novice, qui a reçu une critique positive de la Jazz Times: «s'engage dans différentes couleurs et paysages, qui créent une atmosphère exaltant dans l'esprit de l'auditeur». Accompagnant Arad sur l'enregistrement sont cinq cordes de l’Orchestre symphonique de Boston.
Il a sorti son album Sketches of Imaginary Landscapes en 2011, qui a été positivement revue dans All About Jazz. La revue indiquent que l'album «professa une mosaïque colorificante et un portrait tout-embrassant d'un artiste qui transmet une imagination active, soutenue par ses facultés techniques exceptionnelles et vision perspicace.» Ray McNaught à la batterie et Tucker Yaro à la basse se sont joints à l'enregistrement. Au début de 2012, Arad a fait le début de son projet Inner Hymns, qui a rassemblé et adapté des chansons anciennes hassidiques. Parmi d'autres musiciens invités, l'enregistrement a montré des artistes comme Oran Etkin. En janvier 2012, Arad a interprété Inner Hymns avec un trio au Blue Note à New York. Sa troisième apparition au lieu, il a été accompagné par Ramon De-bruyn à la basse et Ray McNaught à la batterie. Arad et Inner Hymns ont été présentés dans la principale publication israélienne Ynet en janvier 2012.

### Œuvres récentes

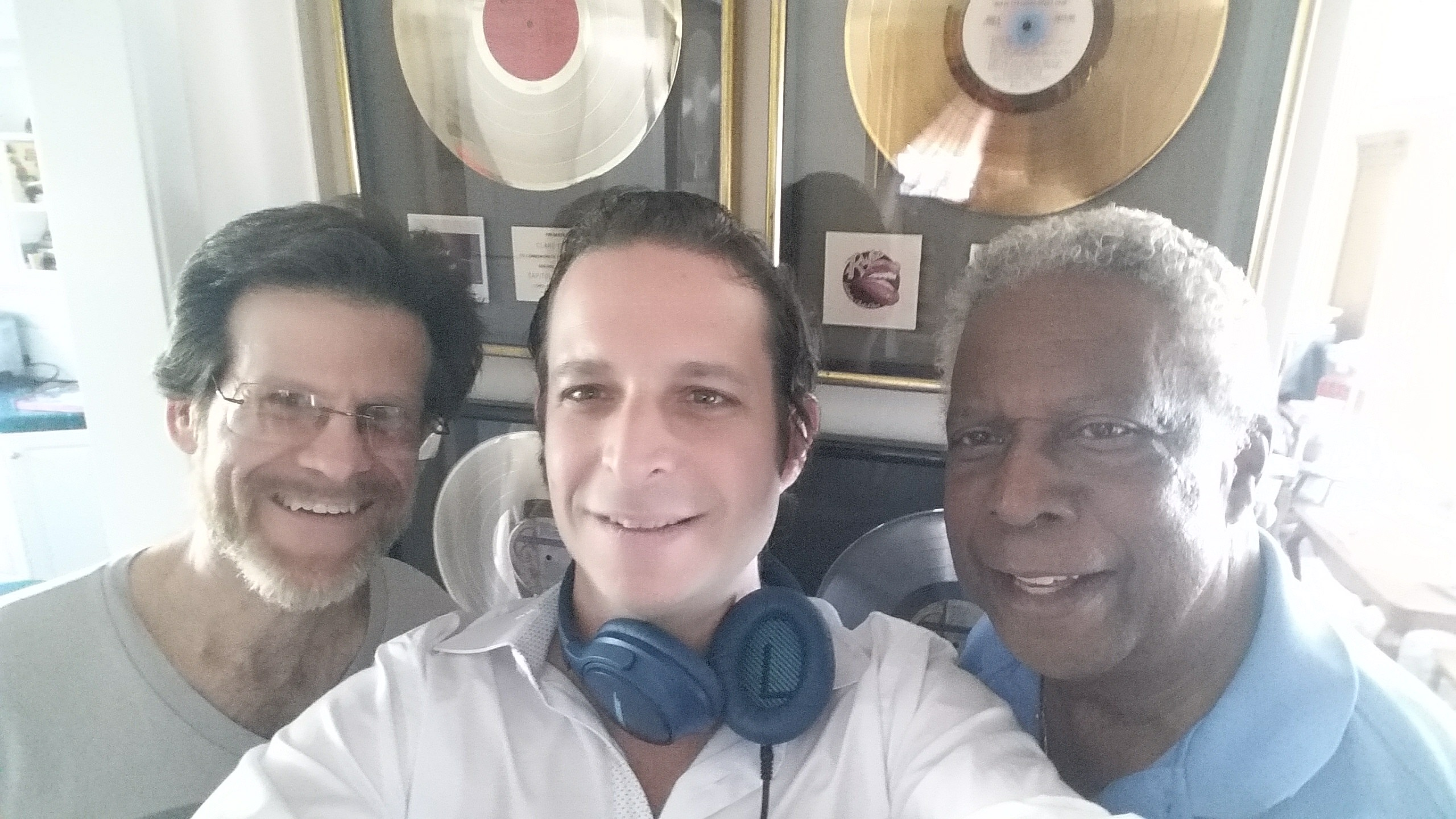
Brent Fischer, Kobi Arad et Mickey Stevenson, Los Angeles, 2016

Après avoir tenu une résidence au Art Kibboutz sur Governors Island, en 2013, Arad a commencé à enregistrer une collaboration avec le joueur de sitar pakistanais Ikhlaq Hussein Khan. Étant un artiste en résidence, il a également travaillé sur un système de musique 12 tons et a collaboré sur un projet d'improvisation sonore avec plusieurs autres artistes. En mai 2013, il a décrit son but au Art Kibboutz comme s'efforçant «d'ouvrir la voie à une connexion plus profonde de musique et d'art et de religion, comme il a été historiquement avec les lévites au temple.» En août de 2014, Il a été inclus dans la Valse judéenne avec l'exposition d'art de la planète terre par Art Kibboutz mis à New York's Governors Island.
Il a également collaboré sur The Experience Project avec Robert Margouleff en juin 2015 et son album Superflow de 2015 a inclus Roy Ayers au vibraphone, ainsi que Jonathan Levy à la basse . En août de 2015, Arad a exécuté une composition expérimentale de jazz au Shmita Art Fest au Kibboutz d'Art. En janvier de 2016, il a joué avec le chanteur de jazz Daphna Levi in Avon de Tél. Ces dernières années il a exécuté ses compositions avec la bande d'Arad de Kobi, qui a joué à des lieux tels que la note bleue, le jazz au centre de Lincoln, l'usine de tricotage, le tonique, et la salle de découpage.
En 2016, Arad a demandé Nobel Claes pour assembler Grammy Lauréats et candidats (y compris Wouter Kellerman, Mickey Stevenson, Brent Fischer et beaucoup d'autres) à chanter comme une chorale avec le groupe 'Ganda Boys'. Ce projet a été réalisé le 12 février 2016 à Los Angeles.
Arad a collaboré avec des artistes tels que Stevie Wonder, Stephanie Andrews, Lenny Kravitz et Cindy Blackman. Il a transcrit la musique pour le bras d'édition de Hal Leonard. En janvier 2017, Kobi Arad effectuée avec des membres de l'Orchestre philharmonique d'Israël.
Et à partir de 2016, Arad a approximativement vingt albums auto-libérés.

## Style et influences
Arad compose, arrange et interprète des mélanges de musique aussi variés que le troisième courant, le classique, le jazz, le R&B, le hip-hop et la musique électronique, avec une grande partie de son travail utilisant l'improvisation. Un de ses récent projets, Cubism - Hyper Dimensional Jazz (2016), a été inspiré par l'art cubiste et l'idée de la multidimensionnalité. Certaines de ses compositions s'appuient sur des joueurs de cordes pour soutenir son improvisation au piano. Tout au sujet de Jazz appelle le style de musique d'Arad "au bord du jazz-fusion", alternant parfois entre les claviers acoustiques et électriques.

## Discographie

### Albums
Voici une liste incomplète des albums de Kobi Arad:
- Revadim (2003)
- Ancient Novice (2009)
- Sparks of Understanding (2009)
- Kobi's World ! (2009)
- Kobi’s World Vol. 2.1 (2009)
- Vagabond (feat. Asaf Sirkis & Sassi Mizrachi) (2009)
- Innovations!!! (2010)
- Sketches of Imaginary Landscapes (2011)
- Kobistyle Third Stream (feat. Oran Etkin) (2012)
- Inner Hymns (2012)
- Moments – Tribute to Gyorgy Ligeti (2013)
- Space – Ecstatic Electronic Meditations (2014)
- Hues (with Kobi Arad Band) (2014)
- High Lights – Creative Collection NYC (2014)
- Patterns – Tribute to Anton Webern (2015)
- Hip Hop Meets Modern Classical (2015)
- Solism I (2015)
- The Experience Project (2015)
- Superflow (feat. Roy Ayers) (2015)
- Forever - Original Tribute Song for Prince (feat Armand Hutton) (2016)
- Prayers (2016)
- Webern Re-Visioned (2016)
- Chamber Trio (feat Nori Yakobi & Yoni Niv) (2016)
- Modal Chants (2016)
- Cubism - Hyper Dimensional Jazz (2016)